# Fadia Najib Thabet
Fadia Najib Thabet est officier pour la protection des enfants au Yémen. Elle agit en première ligne pour empêcher leur recrutement et radicalisation par des groupes terroristes comme Al-Qaïda ou les Houthis,.
Le 29 mars 2017, elle reçoit de la première dame des États-Unis Melania Trump et du sous-secrétaire d’État aux Affaires politiques Thomas A. Shannon le prix international de la femme de courage